# Cornwall (Ilha do Príncipe Eduardo)
Cornwall é uma cidade canadense localizada no Condado de Queens, na Ilha do Príncipe Eduardo. A população no censo de 2016 era de 5.348 pessoas.